# El traje del muerto
El traje del muerto (Heart-Shaped Box, 2007) es la primera novela del escritor estadounidense Joe Hill. El libro fue publicado el 13 de febrero de 2007 por William Morrow and Company.

## Sinopsis
Judas Coyne, estrella de rock retirado de la actividad, pasa sus días de retiro coleccionando todo tipo de artículos relacionados con la magia negra, la brujería y la superstición. Un día, su asistente le informa que por internet se encuentra a la venta un traje que trae escondido un fantasma. Coyne siente mucha curiosidad por el objeto e inmediatamente paga mil dólares por él. Al llegar el objeto a su residencia, extraños sucesos empiezan a ocurrirle al rockero y a todas las personas que lo rodean, desatando un oscuro secreto alrededor del dueño real del traje.

## Publicación
Hill ganó un gran reconocimiento con la publicación de El Traje del Muerto. La editorial Subterranean Press publicó una primera edición de 500 copias, la cual se agotó en apenas unos días. La misma editorial anunció una segunda publicación el 14 de abril de 2007. Esa segunda impresión también tardó muy pocos días en agotarse. Hill se embarcó en una gira promocional a nivel mundial que finalizó en abril de 2007.
El Traje del Muerto ocupó la posición No. 6 en la lista de superventas de The New York Times.
En el 2007 ganó el premio Bram Stoker a "mejor novela debut".

## Adaptaciones
Los derechos para realizar una película basada en la novela fueron adquiridos por Warner Bros. en 2007. El director irlandés Neil Jordan escribió el guion. Actualmente, el proyecto se encuentra postergado.